# (6006) Anaximandros
(6006) Anaximandros ist ein Asteroid des Hauptgürtels, der am 3. April 1989 vom belgischen Astronomen Eric Walter Elst am La-Silla-Observatorium (IAU-Code 809) der Europäischen Südsternwarte in Chile entdeckt wurde.
Der Asteroid ist Mitglied der Koronis-Familie, einer Gruppe von Asteroiden, die nach (158) Koronis benannt ist.
Der Asteroid ist nach dem vorsokratischen griechischen Philosophen Anaximander (~610 v. Chr.–547 v. Chr.) benannt, der als Schüler und Nachfolger des Thales gilt und wie dieser zu den Milesiern gezählt wird.